# Лангенберг (Ротхааргебирге)
Лангенберг (нем. Langenberg) — гора на границе земель Северный Рейн-Вестфалия и Гессен в Германии.
Она имеет высоту 843,2 м и является наивысшей точкой горной системы Ротхааргебирге, Северного Рейна-Вестфалии и (кроме Гарца) всей северо-западной части Германии.